# Napoléon Joseph Charles Paul Bonaparte
Napoléon Joseph Charles Paul Bonaparte, Prinț francez, Conte de Meudon, Conte de Moncalieri ad personam, titular al 3-lea Prinț de Montfort (cunoscut ca Prințul Napoléon) (9 septembrie 1822 – 17 martie 1891) a fost al doilea fiu al lui Jérôme Bonaparte, rege al Westfaliei și al soției sale, Caterina, prințesă de Württemberg.
După revoluția franceză de la 1848 a fost ales pentru Adunarea Națională în calitate de reprezentant al Corsicii.